# Aspach-Michelbach
Aspach-Michelbach (Elsässisch Àschbàch-Mìchelbàch) ist eine französische Gemeinde mit 1.849 Einwohnern im Département Haut-Rhin in der Region Grand Est. Der Ort gehört zum Arrondissement Thann-Guebwiller und zum Kanton Cernay. Zudem ist die Gemeinde Teil des 2013 gegründeten Gemeindeverbands Thann-Cernay.
Die Gemeinde entstand mit Wirkung vom 1. Januar 2016 als Commune nouvelle durch die Vereinigung der bisherigen Gemeinden Aspach-le-Haut und Michelbach. Das Rathaus (Mairie) der neuen Gemeinde befindet sich im Gebäude des bisherigen Rathauses von Aspach-le-Haut.

## Geografie
Aspach-Michelbach liegt rund 16 Kilometer westnordwestlich von Mülhausen im Süden des Départements Haut-Rhin. Die Gemeinde besteht aus den Siedlungen Aspach-le-Haut und Michelbach sowie Einzelgehöften. Westlich der Gemeindegrenzen beginnt der Regionale Naturpark Ballons des Vosges. Das Gemeindegebiet wird vom Baerenbach durchquert. Im Süden der Gemeinde ist der Stausee Barrage de Michelbach. Weite Teile im Südwesten der Gemeinde sind bewaldet.   
Nachbargemeinden sind Vieux-Thann im Nordwesten und Norden, Cernay im Nordosten und Osten, Aspach-le-Bas im Osten und Südosten, Guewenheim im Südwesten, sowie Roderen und Leimbach im Westen.

## Statistik

### Daten
| Ortsteil             | (ehemaliger) INSEE-Code | Fläche     | Höhenlage |
| -------------------- | ----------------------- | ---------- | --------- |
| Aspach-le-Haut       | 68012                   | 8,68 km²   | 301–402 m |
| Michelbach           | 68206                   | 3,35 km²   | 316–403 m |
| Aspach-Michelbach000 | 68012                   | 12,03 km²0 | 301–403 m |

### Bevölkerungsentwicklung
| Aspach-le-Haut    | 513 | 562 | 561 | 591 | 0871 | 1123 | 1383 | 1509 | 1480 |
| Michelbach        | 146 | 146 | 181 | 247 | 0232 | 0233 | 0304 | 0340 | 0327 |
| Aspach-Michelbach | 659 | 708 | 742 | 838 | 1103 | 1356 | 1687 | 1849 | 1807 |

Die (Gesamt-)Einwohnerzahlen der Gemeinde Aspach-Michelbach wurden durch Addition der einzelnen Ortsteile, d. h. der ehemaligen selbständigen Gemeinden ermittelt.

## Partnerschaft
Seit 2004 ist die französische Gemeinde Rochetoirin im Département Isère Partnergemeinde von Aspach-le-Haut.